# Rotstein
Der Rotstein (obersorbisch Hrodźišćo = „Schanze“) ist ein Bergmassiv im Landkreis Görlitz, das nach seinem höchsten Berg benannt ist.

## Lage und Umgebung
Er befindet sich östlich der Stadt Löbau und wird umgeben von den Orten Bischdorf, Dolgowitz, Sohland am Rotstein, Zoblitz und Rosenhain. Nördlich des Rotsteins verlaufen zwischen Löbau und Reichenbach/O.L. die Bundesstraße 6 und die Bahnstrecke Dresden–Görlitz. Auf dem Kamm verlief einst die Kreisgrenze zwischen dem Niederschlesischen Oberlausitzkreis und dem Landkreis Löbau-Zittau.

Rotsteinmassiv in der Abendsonne

Innerhalb der naturräumlichen Gliederung Sachsens bildet der Rotstein-Rücken eine eigene Mikrogeochore innerhalb der Mesoheochore Reichenbacher Lösshügelland (11012) und der Makrogeochore Östliche Oberlausitz (11). Markantester Gipfel des Massivs ist der 453,7 m ü. NHN hohe Rotstein. Daran schließt sich der 421,3 m ü. NHN hohe Hengstberg an, der den gesamten mittleren und rechten Teil des Massivs einnimmt. Hinter diesem befindet sich – aus der Luft betrachtet wie ein Hufeisen – der Georgenberg (396,5 m ü. NHN). Auf dessen Gipfel findet man die Reste einer kleinen Kapelle aus dem 11. Jahrhundert.
Darüber hinaus befinden sich auf der Südostkuppe des Rotsteins Reste einer als Doppelwall angelegten spätslawisch-frühdeutschen Befestigungsanlage. Von dieser Schanze (hrodźišćo) leitet sich auch der Name des Berges ab.

### Aussichtsturm
Ende Oktober 2000 ist ein neuer eiserner Aussichtsturm eingeweiht worden. Der Turm ist 21 m hoch und hat 101 Stufen.

## Naturschutzgebiet
Der Rotstein als eines der ältesten Naturschutzgebiete Sachsens (ältestes Naturschutzgebiet der Oberlausitz) wurde bereits 1912 unter Naturschutz gestellt. Mit etwa 530, oftmals seltenen Pflanzenarten ist er der artenreichste Berg der Oberlausitz. Typisch sind unter anderem: Leberblümchen, Seidelbast, Wald-Gedenkemein, Weißtanne, Hohe Schlüsselblume, Türkenbundlilie, Eibe, Wiesen-Siegwurz und Aronstab.